# Ржевки
Ржевки — деревня в Тямшанской волости Псковского района Псковской области России.
Расположена в 26 км к западу от центра города Пскова и в 18 км к юго-западу от деревни Тямша.

## Население
| 2001 | 2002 | 2010 |
| ---- | ---- | ---- |
| 4    | ↗13  | ↘8   |